# 127 v.Chr.
127 v.Chr. is een jaartal volgens de christelijke jaartelling.

## Gebeurtenissen

### Italië
- De Romeinen en Italianen migreren naar de Romeinse provincie Asia en stichten handelskolonies in Lycië en Pamphylië.

### Parthië
- Artabanus I zet de strijd tegen de oprukkende Tocharen aan de oostgrens van Parthië voort. De Scythen verslaan het Parthische leger in Medië.

### China
- De 68-jarige Zhang Qian bereikt Fergana (huidige Oezbekistan) en beschrijft de "hemelse paarden" die in de Vallei van Fergana gefokt worden.

## Geboren
- Antiochus van Ascalon (~127 v.Chr. - ~68 v.Chr.), Grieks filosoof
- Quintus Caecilius Metellus Pius (~127 v.Chr. - ~63 v.Chr.), Romeins consul en pontifex maximus